# Штиль (малый ракетный корабль)
«Штиль», до 1992 года "Комсомолец Мордовии" - малый ракетный корабль проекта 1234.1 Овод-1 Черноморского флота ВМФ СССР,  с 1997 года  Черноморского флота ВМФ России.

## История строительства
Малый ракетный корабль «Штиль» проекта 1234.1 был заложен на стапеле Ленинградского приморского судостроительного завода 28 июня 1976 года в первичной названием «Зыбь» и заводским номером 70. В список кораблей ВМФ был зачислен 14 апреля 1978 года и спущен на воду 23 октября того же года. Корабль предназначался для Черноморского флота, поэтому для окончания строительства и установки вооружения, организации сдаточных работ промышленностью «Зыбь» внутренними водными путями через Волгу и Дон перевели из Балтийского в Чёрное море. Государственные испытания были завершены 31 декабря 1978 года.

## История службы
16 февраля 1979 года МРК «Зыбь» был зачислен в состав кораблей Черноморского флота ВМФ СССР.
Первым командиром «Зыби» был назначен капитан 3 ранга Виктор Данилович Кривцунов (умер в 2004 году).
В 1982 году, после принятия шефства комсомола над флотом, «Зыбь» была переименована в «Комсомолец Мордовии». В 1984, 1989, 1990, 1991, 1993 и 1996 годах завоевывал призы ГК ВМФ по ракетной подготовке в составе тактической КУГ.
15 февраля 1992 года кораблю было присвоено наименование «Штиль».
29 апреля 1993 года на МРК «Штиль», находившемся на ремонте в Балаклавском судоремонтном заводе «Металлист», в отсутствие командира В. Тарлигина, по инициативе начальника штаба орггруппы ВМС Украины капитана 2 ранга Юрия Шалита была предпринята неудачная попытка поднять государственный флаг Украины (приуроченная к 75-й годовщине поднятия на кораблях ЧФ флагов Украинской Народной Республики).
22 сентября 1994 года КУГ в составе МРК «Штиль» и «Зарница» (под командованием командира 166-го дивизиона капитана 2 ранга А. Б. Сурова) объявлена лучшей в ВМФ по ракетной стрельбе по морской цели и награждена переходящим призом ГК ВМФ РФ.
12 июня 1997 года «Штиль» сменил Военно-морской флаг СССР на Андреевский флаг.
В период с 31 октября по 1 ноября 1997 года МРК «Штиль» и «Мираж», ракетные катера «Р-109» и «Р-239» приняли участие в совместных с ВМС Украины учениях «Фарватер мира-97».
С 16 по 17 апреля 1998 года КУГ в составе МРК «Штиль», «Мираж» и РКВП «Бора» успешно участвуют в весеннем сбор-походе ЧФ.В 2005—2006 годах прошел плановый ремонт в Новороссийске. Во время аннексии Крыма Россией принимал активное участие в действиях Черноморского флота по блокированию кораблей ВМС Украины в озере Донузлав.
В июле 2014 года участвовал в учениях ЧФ с выполнением ракетных стрельб комплексом «Малахит». С декабря 2014 года по январь 2016 года проходил доковый ремонт в Севастополе. По выходе из ремонта переведен в резерв. Находился в резерве 166-го Краснознаменного Новороссийского дивизиона МРК 41-й бригады РК ЧФ РФ.
В феврале 2020 году выведен из состава ЧФ и в октябре 2021 года отправлен на утилизацию в Стрелецкой бухте.

## Командиры
- капитан 3 ранга Виктор Данилович Кривцунов
- капитан 3 ранга Борис Дмитриевич Винокуров
- капитан 3 ранга Александр
- капитан 3 ранга Валерий Николаевич Транковский
- капитан 3 ранга Алексей Цапенко[1].